# Rue des Bons-Enfants (Saint-Pierre)
Pour les articles homonymes, voir Rue des Bons-Enfants.
La rue des Bons-Enfants est une rue de Saint-Pierre, une commune française sur l'île de La Réunion. 

## Situation et accès
Elle constitue la principale artère commerçante du centre-ville de Saint-Pierre.